# Munseyella melzeri
Munseyella melzeri is een mosselkreeftjessoort uit de familie van de Pectocytheridae. De wetenschappelijke naam van de soort is voor het eerst geldig gepubliceerd in 1990 door Brouwers.